# 新嘉街道 (嘉兴市)
新嘉街道是中华人民共和国浙江省嘉兴市南湖区下辖的一个街道办事处。

## 行政区划
新嘉街道下辖以下村级行政区划单位：
北京路社区、清华社区、清河社区、百花社区、穆河社区、花园社区、栅堰社区、电子社区、竹桥社区、西马桥社区和月河社区。